# Xã Sharon, Quận Noble, Ohio
Xã Sharon (tiếng Anh: Sharon Township) là một xã thuộc quận Noble, tiểu bang Ohio, Hoa Kỳ. Năm 2010, dân số của xã này là 342 người.